# Nosy Alanana
Nosy Alanana är en ö i Madagaskar. Den ligger i den nordöstra delen av landet. På ön finns skog och en fyr.